# 宝卷
寶卷，又称宣卷，是中國的宗教說唱文學，最早出現於十六世紀的明代。由宣唱者宣唱、朗誦或演出，常在尼庵、寺院，或信徒家中舉行。或有中場時間，讓觀眾休息吃點心。宣卷至今仍流行於江、浙、河西一帶。
由唐代的變文发展而成，一种讲唱文学形式。宋真宗篤信道教，變文被禁，寺廟不能再繼續講唱故事。和尚或一直職業講家便在瓦子中寻找讲场。早期的宝卷多为佛经故事、劝事文和民间故事，內容多是宣扬因果报应，用韵文为主，多為七言或十言。也有以散文撰寫。